# Glauco (U-Boot, 1905)
Die Glauco war nach der Delfino das zweite U-Boot der Regia Marina und das Typboot der Glauco-Klasse, die von dem Major des Marineingenieurkorps Cesare Laurenti entworfen wurde.

## Geschichte
Benannt wurde das Boot nach dem Meeresgott Glaukos (italienisch Glauco). Die Kiellegung erfolgte am 1. August 1903 im Arsenal in Venedig. Am 9. Mai 1905 lief die Glauco vom Stapel und wurde am 15. Dezember 1905 in Dienst gestellt.
Nachdem die Crew im Umgang mit dem Boot ausgebildet war, nahm man 1906 an einem Marinemanöver im Golf von Tarent und 1908 im Tyrrhenischen Meer teil. Im August 1914 war die Glauco dem 4. U-Boot-Geschwader in Venedig zugeordnet und stand unter dem Kommando von Kapitänleutnant Paolo Tolosetto Farinati degli Uberti. Als Italien in den Ersten Weltkrieg eintrat, wurde das Boot einem autonomen Geschwader in Brindisi zugeordnet. 1916 stand es unter dem Kommando von Gaspare Chinaglia und wurde zusammen mit ihrem Schwesterboot Otaria einem autonomen Geschwader in der Marinebasis Tarent zugeordnet. Im August 1916 wurde die Glauco aufgelegt und am 1. September 1916 aus dem Marineregister gestrichen. 1921 wurde sie an Lloyd Marittimo Rumeno zum Abbruch verkauft.
Während des Ersten Weltkriegs nahm die Glauco an 65 Einsätzen, die vor allem der Verteidigung der Häfen von Bari, Barletta und Valona dienten, teil. Bei diesen Operationen war sie insgesamt 296 Stunden aufgetaucht und 252 Stunden untergetaucht.
Das Motto der Glauco lautete: „Gloria audaciae comes“ (Ruhm ist der Begleiter der Kühnheit).